# Mito (Ibaraki)
Mito (水戸市 Mito-shi?), es la capital de la Prefectura de Ibaraki, Japón. La ciudad tenía una población, según el censo de 2003 de 248 615 habitantes. A 1 de diciembre de 2013, tenía 271 073 habitantes, para una densidad de 1250 habitantes por km². El área de la ciudad es de 217,43 km².
Hoy en día, Mito es una ciudad principalmente administrativa y comercial. La mayor parte de la industria de Ibaraki está establecida en los alrededores de la cercana ciudad de Tsukuba. También posee una modesta aunque próspera industria turística centrada en el Parque Kairaku-en, uno de los más famosos del país y en los museos locales sobre la familia Tokugawa.

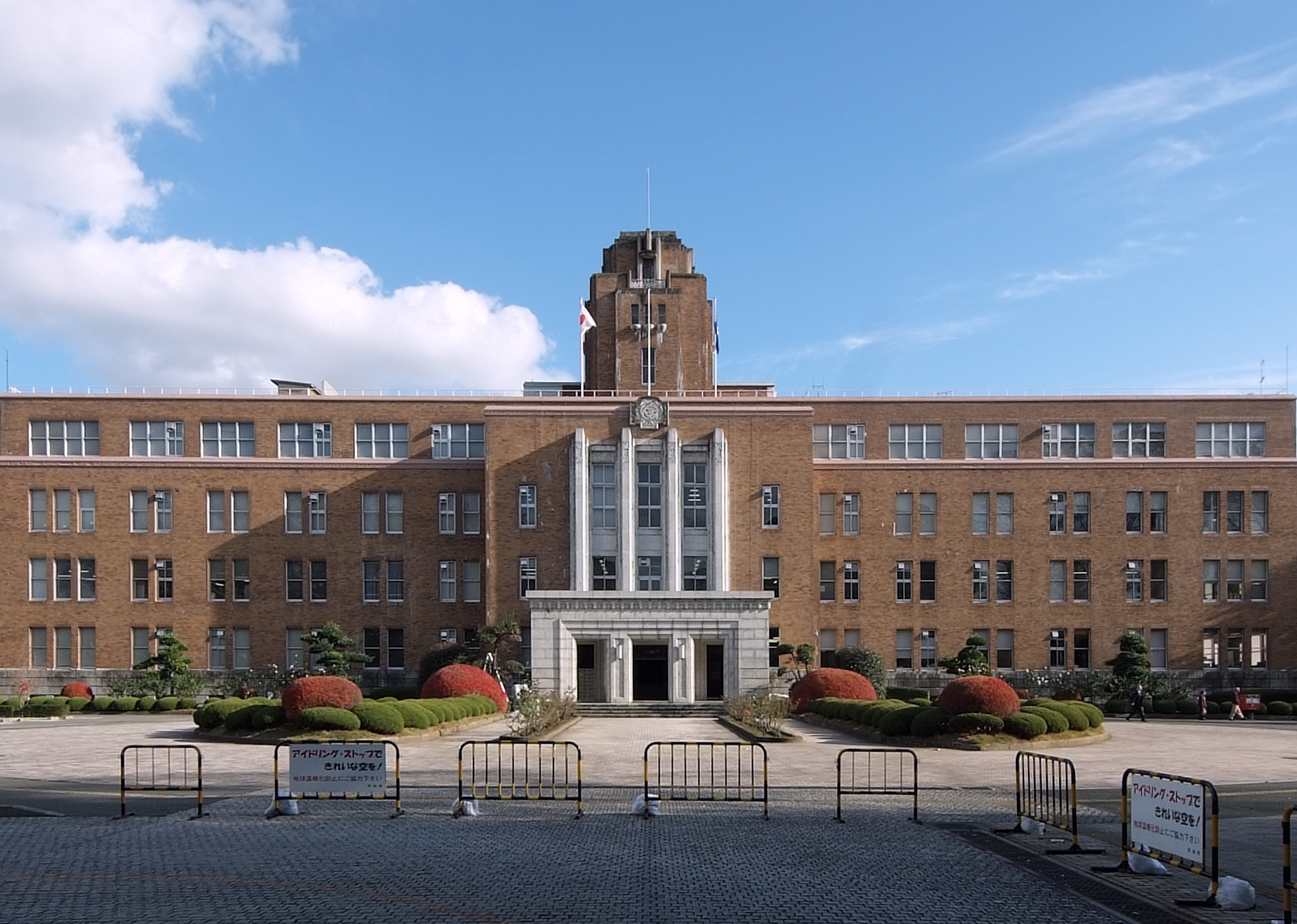
Antigua sede de la Prefectura de Ibaraki.

## Historia
El Pueblo Yamato se asentó en Mito alrededor del siglo IV. Hacia el final del periodo Heian, Baka Sukemoto, señor de la guerra de la familia Heike, se trasladó a Mito y construyó un castillo. Este castillo cambió de manos numerosas veces hasta que el daimyō llamado Satake Yoshinobu lo ganó a finales del siglo XVI, pero fue obligado a rendirse a Tokugawa Ieyasu en 1603 después de la batalla épica de Sekigahara.
El hijo de Ieyasu, Tokugawa Yorifusa tomó después el castillo, siendo uno de los tres miembros de la familia Gosanke (御三家 Trescasas) o los tres clanes provenientes de tres de los hijos de Tokugawa Ieyasu (Clan Tokugawa), fortificadas fuera de Edo (hoy Tokio).
La parte del Clan Tokugawa, que gobernó desde Mito, es conocido como Clan Mito o Familia Tokugawa de Mito.
Los Tokugawa (Clan Mito) gobernaron directamente Mito hasta mitad del siglo XIX, cuando el shogunato (幕府 bakufu) en Edo fue derrocado.
El decimoquinto y último shōgun Tokugawa (Tokugawa Yoshinobu) del Período Edo, nació en Mito.
En el año 1871, la Provincia de Hitachi cambió su nombra a Prefectura de Ibaraki. La ciudad moderna de Mito se fundó el 1 de abril de 1889, con una población inicial de 25 000 personas, fue designada capital de la prefectura.
En 1900 la línea Jōban la conectó con Tokio, y en 1910 había teléfonos y luz eléctrica en la ciudad.
En el año 1945, la ciudad fue bombardeada. Fuego naval, fue producido por ataque aéreo con B-29, el 2 de agosto; al Castillo Mito le fueron quemadas durante el bombardeo, entre otras, sus tres torres. Alrededor de 3/4 de la ciudad fue quemada en la Segunda Guerra Mundial.
La ciudad tenía una población de 70 000 personas en 1947.

## Educación Superior
- Universidad de Ibaraki (茨城大学, Ibaraki Daigaku), es una universidad nacional situado en la prefectura de Ibaraki, con campus en las ciudades de Mito, Hitachi y Ami.
- Universidad Tokiwa (常磐大学 Tokiwa daigaku) es una universidad privada.

## Deportes Profesionales
- Mito es la sede del equipo profesional de fútbol de la J2 League, Mito HollyHock.

## Residentes famosos
- Aizawa Seishisai (1782-1863)
- Stomu Takeishi (n. 1964, músico de jazz)

## Atracciones turísticas
- Escuela Kodokan
- Castillo Mito
- Laguna Senba
- Parque Kairaku-en
- Museo de Arte Moderno de Ibaraki
- Torre Arte de Mito

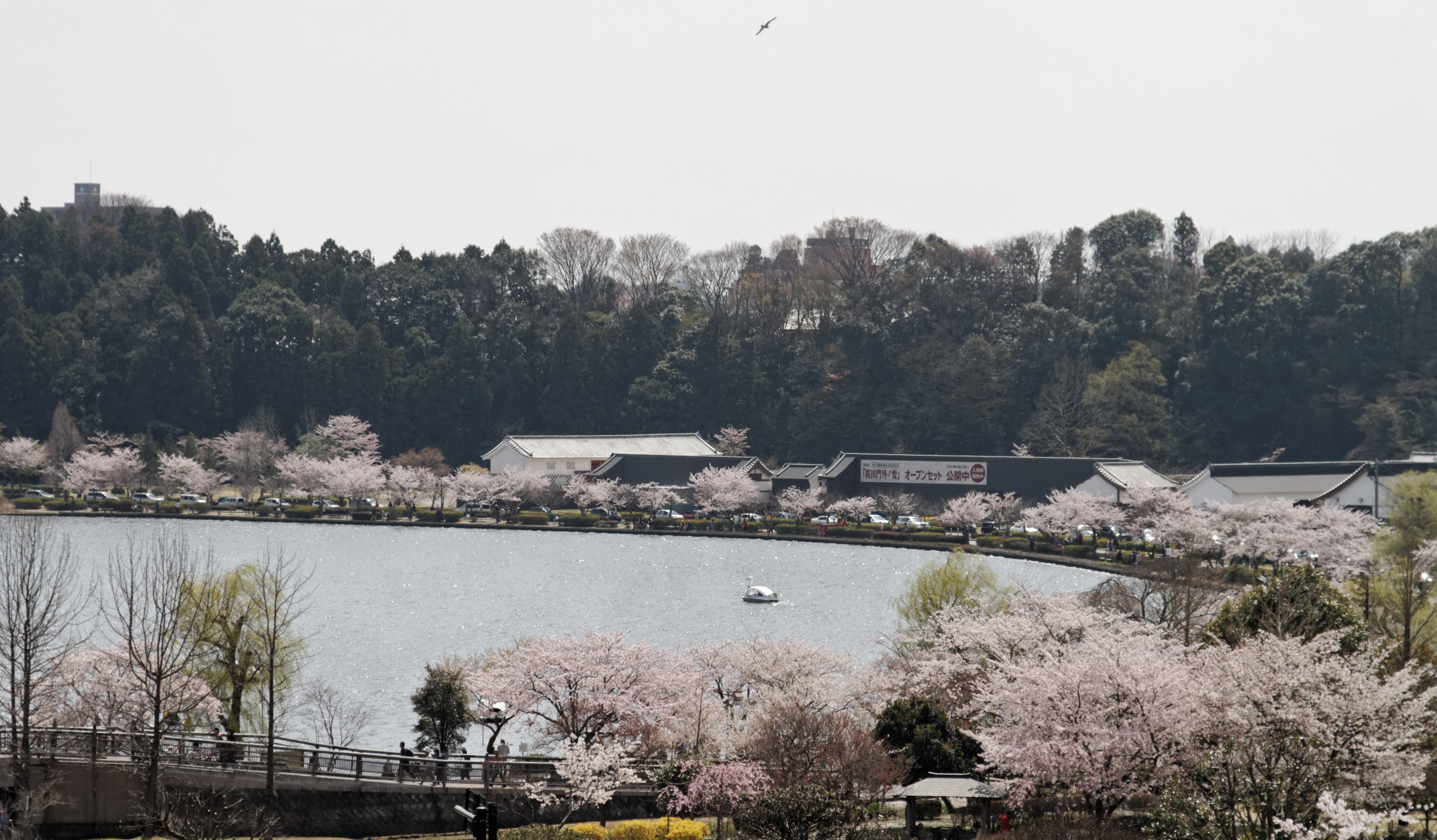
Parque Kairaku-en.

- Museo de Historia Prefectural de Ibaraki
- Parque Botánico Municipal de Mito
- Museo Tokugawa

## Clima
Mito tiene un clima subtropical húmedo (Clasificación climática de Köppen Cfa), con veranos calurosos e inviernos fríos. La precipitación es importante durante todo el año, pero los meses de invierno son algo más secos.
| Parámetros climáticos promedio de Mito, Ibaraki | Parámetros climáticos promedio de Mito, Ibaraki | Parámetros climáticos promedio de Mito, Ibaraki | Parámetros climáticos promedio de Mito, Ibaraki | Parámetros climáticos promedio de Mito, Ibaraki | Parámetros climáticos promedio de Mito, Ibaraki | Parámetros climáticos promedio de Mito, Ibaraki | Parámetros climáticos promedio de Mito, Ibaraki | Parámetros climáticos promedio de Mito, Ibaraki | Parámetros climáticos promedio de Mito, Ibaraki | Parámetros climáticos promedio de Mito, Ibaraki | Parámetros climáticos promedio de Mito, Ibaraki | Parámetros climáticos promedio de Mito, Ibaraki | Parámetros climáticos promedio de Mito, Ibaraki |
| Mes                                             | Ene.                                            | Feb.                                            | Mar.                                            | Abr.                                            | May.                                            | Jun.                                            | Jul.                                            | Ago.                                            | Sep.                                            | Oct.                                            | Nov.                                            | Dic.                                            | Anual                                           |
| ----------------------------------------------- | ----------------------------------------------- | ----------------------------------------------- | ----------------------------------------------- | ----------------------------------------------- | ----------------------------------------------- | ----------------------------------------------- | ----------------------------------------------- | ----------------------------------------------- | ----------------------------------------------- | ----------------------------------------------- | ----------------------------------------------- | ----------------------------------------------- | ----------------------------------------------- |
| Temp. máx. media (°C)                           | 8.8                                             | 8.9                                             | 11.7                                            | 17.1                                            | 21.3                                            | 23.7                                            | 27.3                                            | 29.6                                            | 25.4                                            | 20.3                                            | 15.9                                            | 11.3                                            | 18.4                                            |
| Temp. media (°C)                                | 2.4                                             | 3.0                                             | 6.0                                             | 11.6                                            | 16.3                                            | 19.5                                            | 23.1                                            | 25.0                                            | 21.1                                            | 15.3                                            | 10.0                                            | 4.8                                             | 13.2                                            |
| Temp. mín. media (°C)                           | -3.0                                            | -2.1                                            | 0.7                                             | 6.3                                             | 11.5                                            | 16.1                                            | 19.9                                            | 21.5                                            | 17.7                                            | 11.0                                            | 4.9                                             | -0.6                                            | 8.7                                             |
| Precipitación total (mm)                        | 44.3                                            | 60.9                                            | 94.7                                            | 117.6                                           | 139.1                                           | 174.6                                           | 117.2                                           | 134.9                                           | 162.5                                           | 144.6                                           | 77.5                                            | 39.9                                            | 1307.8                                          |
| Nevadas (cm)                                    | 5                                               | 9                                               | 3                                               | 0                                               | 0                                               | 0                                               | 0                                               | 0                                               | 0                                               | 0                                               | 0                                               | 1                                               | 18                                              |
| Horas de sol                                    | 180.5                                           | 155.5                                           | 172.5                                           | 160.2                                           | 181.7                                           | 121.5                                           | 129.9                                           | 171.8                                           | 112.6                                           | 132.9                                           | 141.8                                           | 169.5                                           | 1830.4                                          |
| Humedad relativa (%)                            | 65                                              | 66                                              | 67                                              | 72                                              | 76                                              | 82                                              | 85                                              | 83                                              | 83                                              | 80                                              | 76                                              | 71                                              | 75.5                                            |
| Fuente: NOAA (1961-1990)                        |                                                 |                                                 |                                                 |                                                 |                                                 |                                                 |                                                 |                                                 |                                                 |                                                 |                                                 |                                                 |                                                 |

## Algunas vistas de Mito

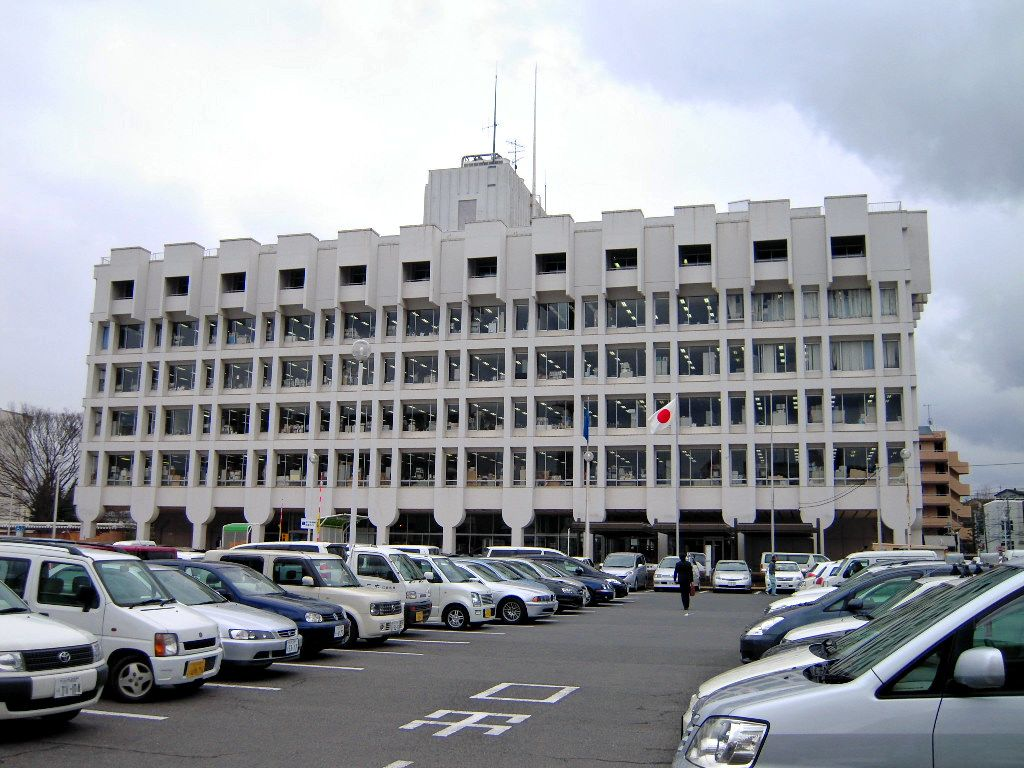
Ayuntamiento de Mito
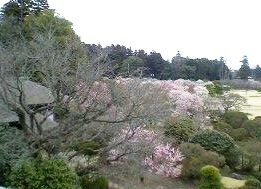
El parque Kairaku-en
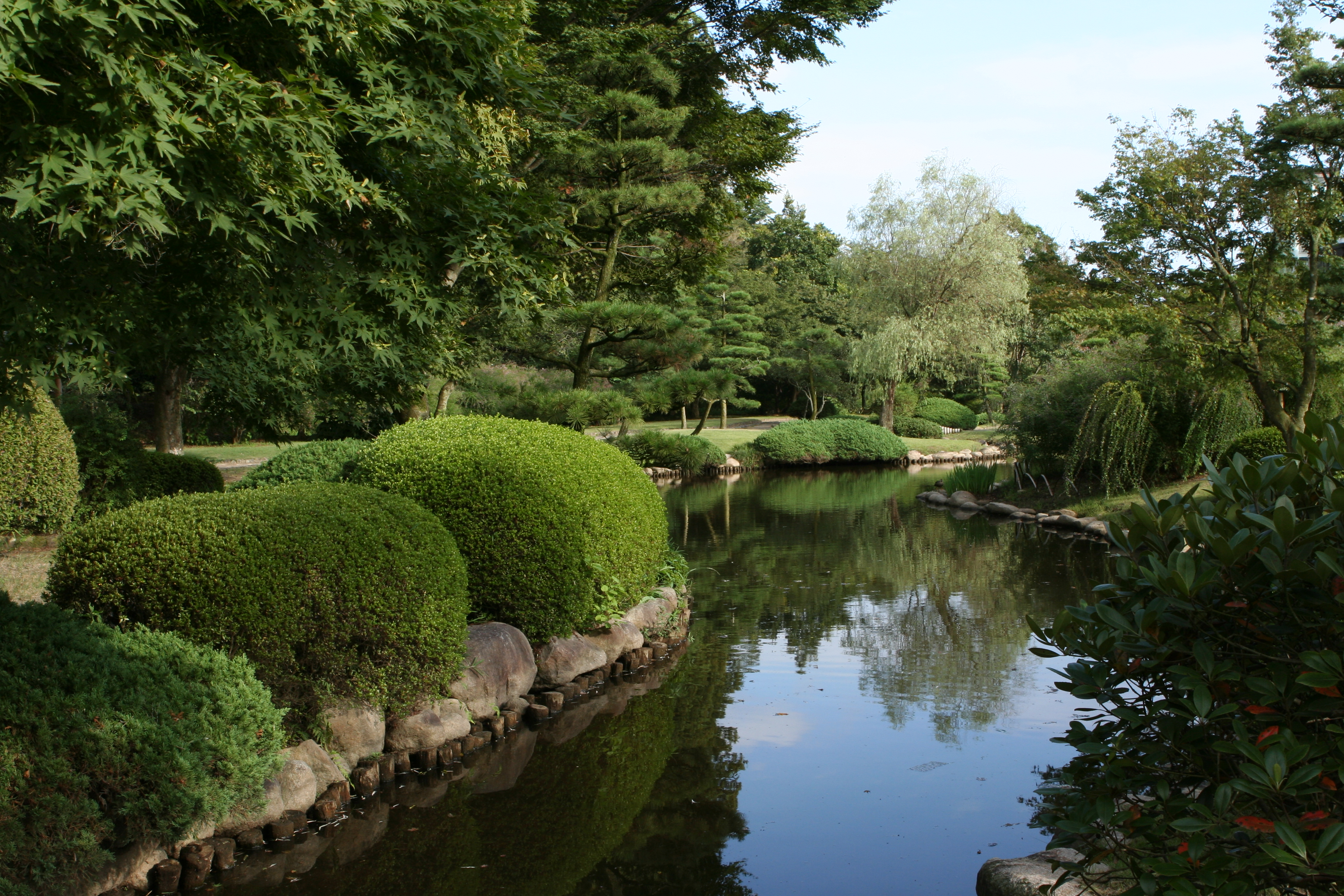
El parque Kairaku-en
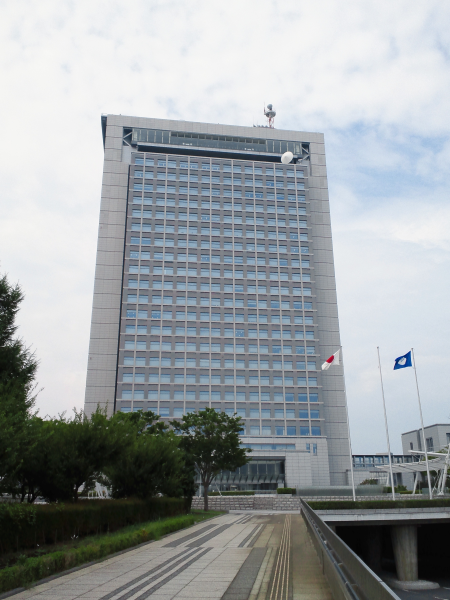
Oficinas de la Sede de la Prefectura de Ibaraki
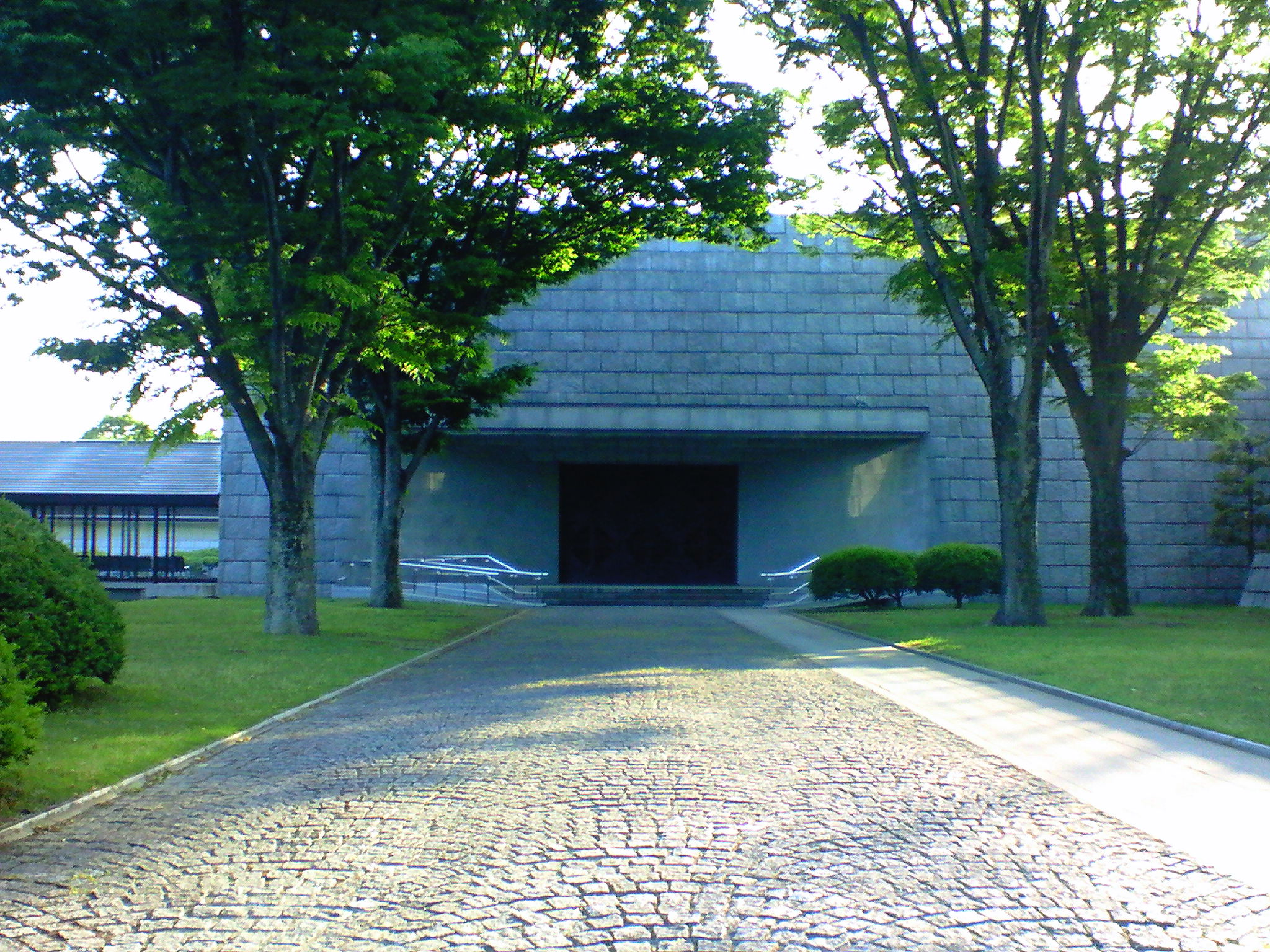
Museo de Historia Prefectural de Ibaraki
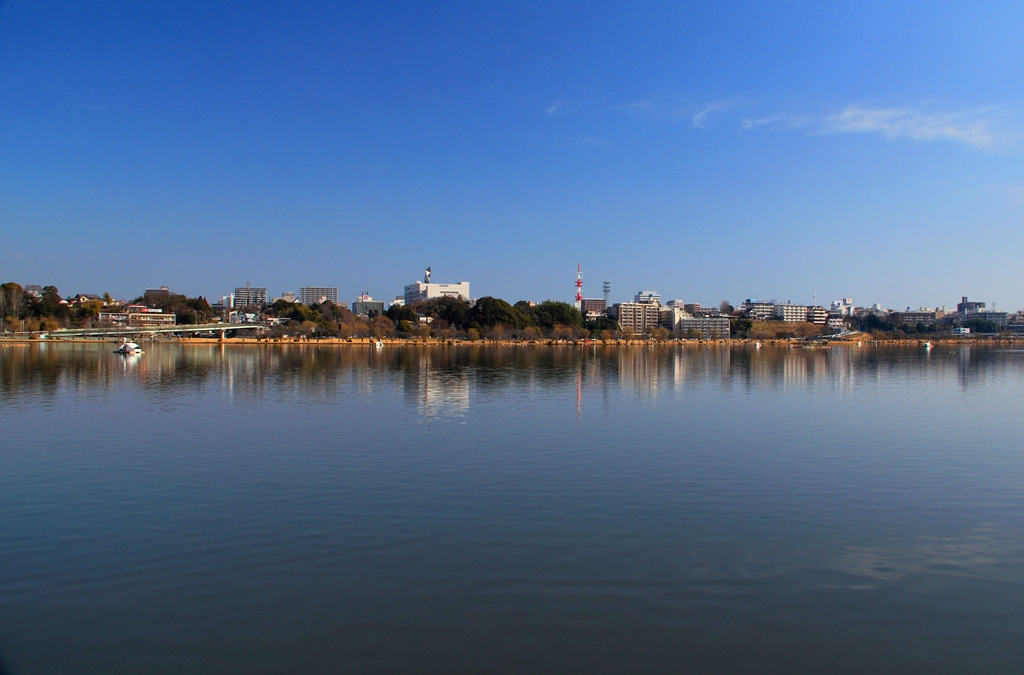
Lago Senba
Plaza al norte de la Estación de Mito

## Ciudades hermanadas
- Anaheim, California, Estados Unidos